# Abadijaya
Abadijaya is een bestuurslaag in het regentschap Depok van de provincie West-Java, Indonesië. Abadijaya telt 560098 inwoners (2022).